# Dämpfungsaufhebung

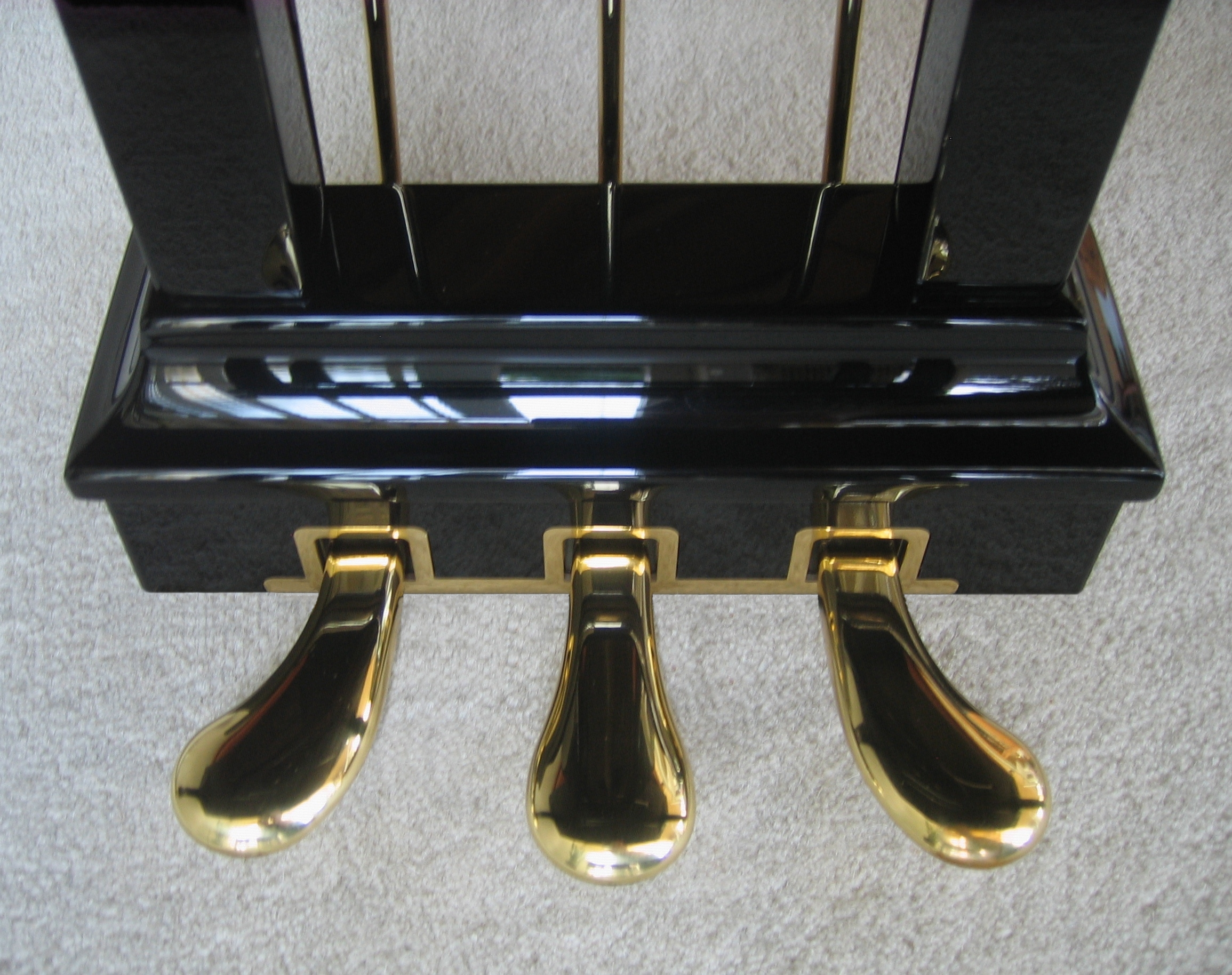
Una-corda-, Sostenuto- und Forte-Pedal eines Flügels

Als Dämpfungsaufhebung bezeichnet man eine Funktion bei Klavier und Flügel, die darin besteht, sämtliche Dämpfer von den Saiten abzuheben, sodass diese auch nach Loslassen der Taste weiterklingen. Beim Hammerklavier wurde diese Funktion zunächst durch einen Kniehebel ausgelöst. John Broadwood erfand 1783 ein Pedal zur Dämpfungsaufhebung, das sich in Deutschland jedoch erst nach 1800 durchsetzte. Heute wird diese Funktion bei Klavieren allgemein vom rechten Pedal erfüllt.
Der akustische Effekt besteht einerseits in einer Art Nachhall, andererseits in einer Klangverstärkung, da bei aufgehobenen Dämpfern stärkere Resonanzen wirken. Andere Namen für das rechte Pedal sind daher auch Sustain oder Forte.